# Paolo Belmesseri
Paolo Belmesseri (Pontremoli, c. 1480 – c. 1540/1544) fue un poeta, teólogo y médico italiano.

## Biografía
Nació en una propiedad cercana a Pontremoli, en La Serra. Fue médico y teólogo, pero sobre todo un poeta; «enseñó entre 1512 y 1519 lógica, medicina y filosofía en la Universidad de Bolonia», donde participó, entre otros, Ludovico Ariosto. Es recordado por haber luchado valientemente contra la epidemia de la peste en Venecia en 1527 y haber sido el médico personal del papa Clemente VII. En 1533 se trasladó a París, donde permaneció alrededor de un año.
Entre sus obras destacan L' Opera poetica y Heptas, dedicada a Clemente VII. No hay registros de él después de 1544.